# Аклинс

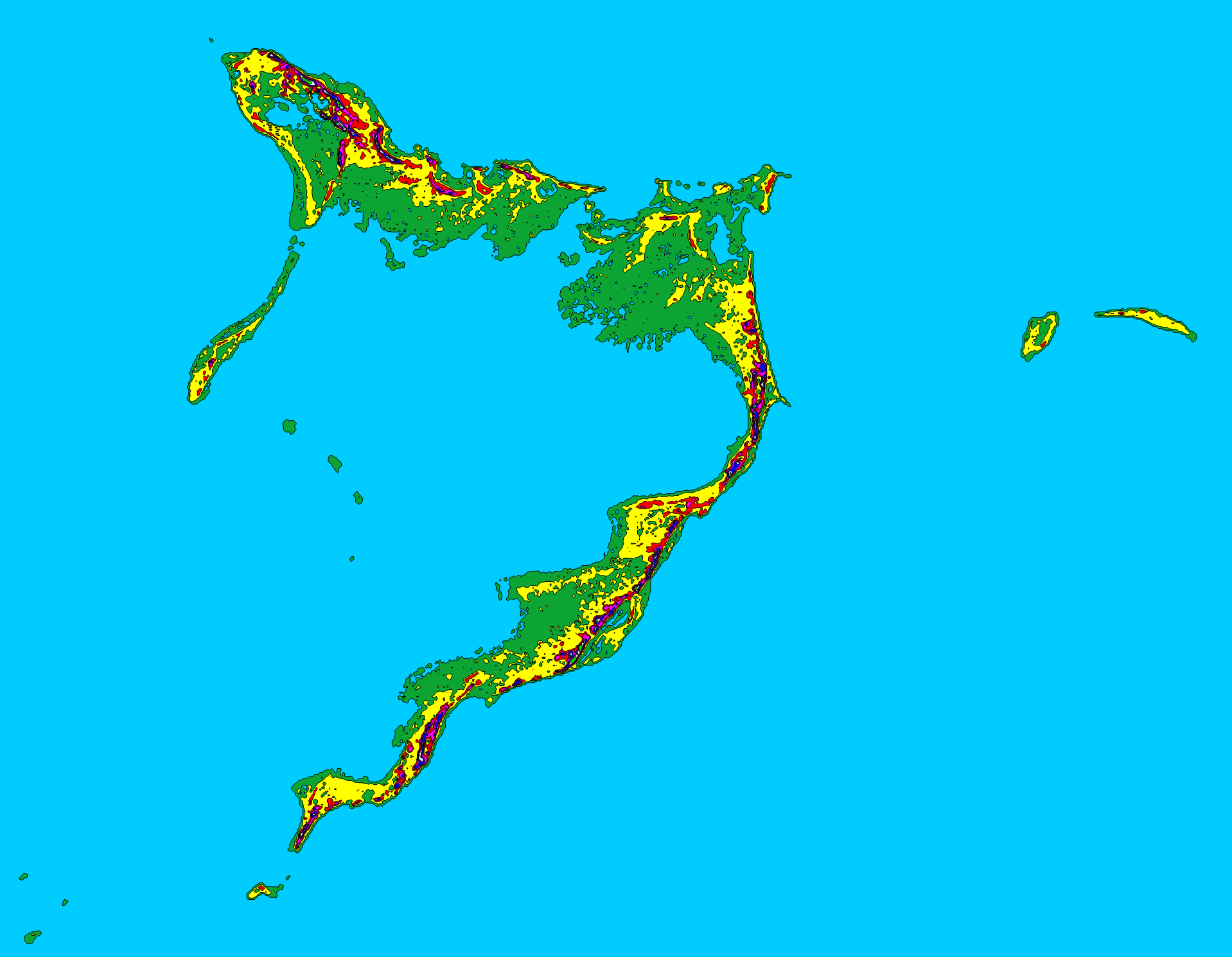
Топографическая карта острова Аклинс и острова Крукед-Айленд на северо-западе

Аклинс (англ. Acklins) — остров и район Багамских островов.

## География
Это один из группы островов в мелководной лагуне, известной как бухта Аклинс (Bight of Acklins), самыми крупными из которых являются Крукед-Айленд (197 км²) на севере и Аклинс (311 км²) на юго-востоке, менее крупными — Лонг-Ки (бывший Форчун-Айленд (Fortune Island («остров сокровищ») — 21 км²) на северо-западе и Кэсл-Айленд на юге. Acklins и кривые острова расположены примерно в 385 км-х (239 милях) юго-востоку от Нассау.
В 35 км от Аклинса расположен остров Самана-Ки, одно из предполагаемых мест первой высадки Колумба в Новом Свете.

## История
Острова заселили американские лоялисты в конце 1780-х годах, которые основали плантации хлопка, на которых трудилось более тысячи рабов. После отмены рабства в Британской империи плантации стали невыгодны, а альтернативные доходы от подводного сбора морских губок в настоящее время также упали. Сегодня жители занимаются ловлей рыбы и мелким сельским хозяйством.

## Население
Главный город этой группы островов — Конел-Хилл (Colonel Hill) на острове Крукед-Айленд. Альберт-Таун (Albert Town), на острове Лонг-Ки, в настоящее время малонаселённый, когда-то был процветающим городком. Население занималось сбором губок и добычей соли, а также базой для стивидоров, ищущих работу на проходящих судах.
По данным переписи 2010 года, население Аклинса составляло 560, а Крукед-Айленда — 323 человек.
Считается, что первое почтовое отделение на Багамах было открыто в городе Питтс-Таун (Pitt’s Town) на о-ве Крукед-Айленд.

## Административное деление

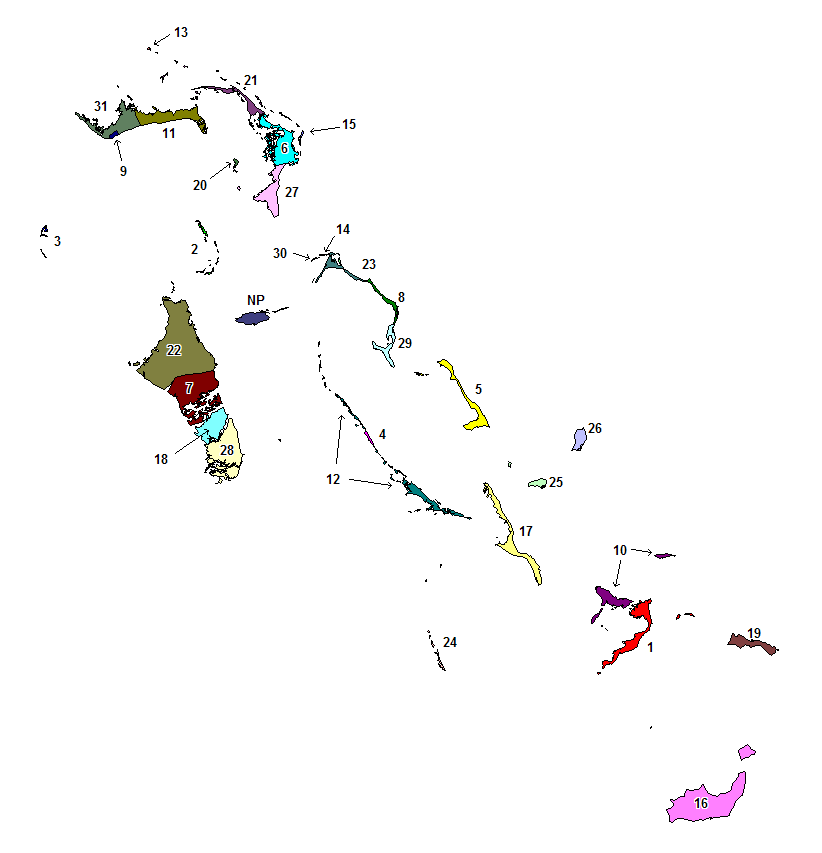
Карта районов Багамских островов

Аклинс — один из 32 районов Багамских островов. На карте он обозначен номером 1. Административный центр Района — населенный пункт Снуг Корнер (англ. Snug Corner). Площадь района — 389 км². Население — 560 человек (2010).